# Латизана
Латизана (итал. Latisana) је насеље у Италији у округу Удине, региону Фурланија-Јулијска крајина.
Према процени из 2011. у насељу је живело 8896 становника. Насеље се налази на надморској висини од 3 м.

## Становништво
| 1936. | 1951. | 1961. | 1971.  | 1981.  | 1991.  | 2001.  | 2011.  |
| ----- | ----- | ----- | ------ | ------ | ------ | ------ | ------ |
| 8.262 | 9.913 | 9.620 | 10.098 | 10.668 | 11.015 | 11.896 | 13.647 |